# Bloomingdale (Bloemendaal aan Zee)

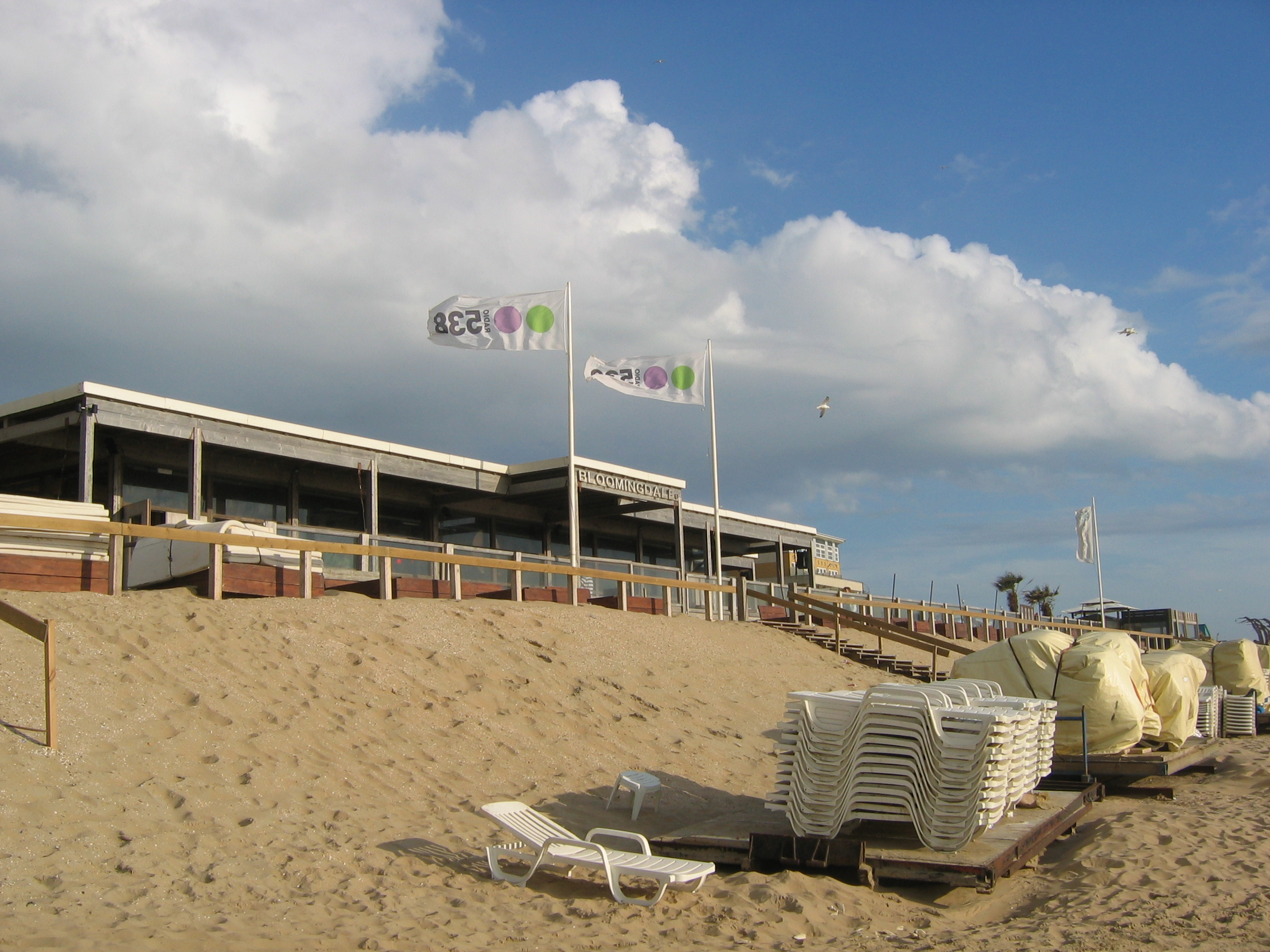
Bloomingdale gezien vanaf het strand (2007)

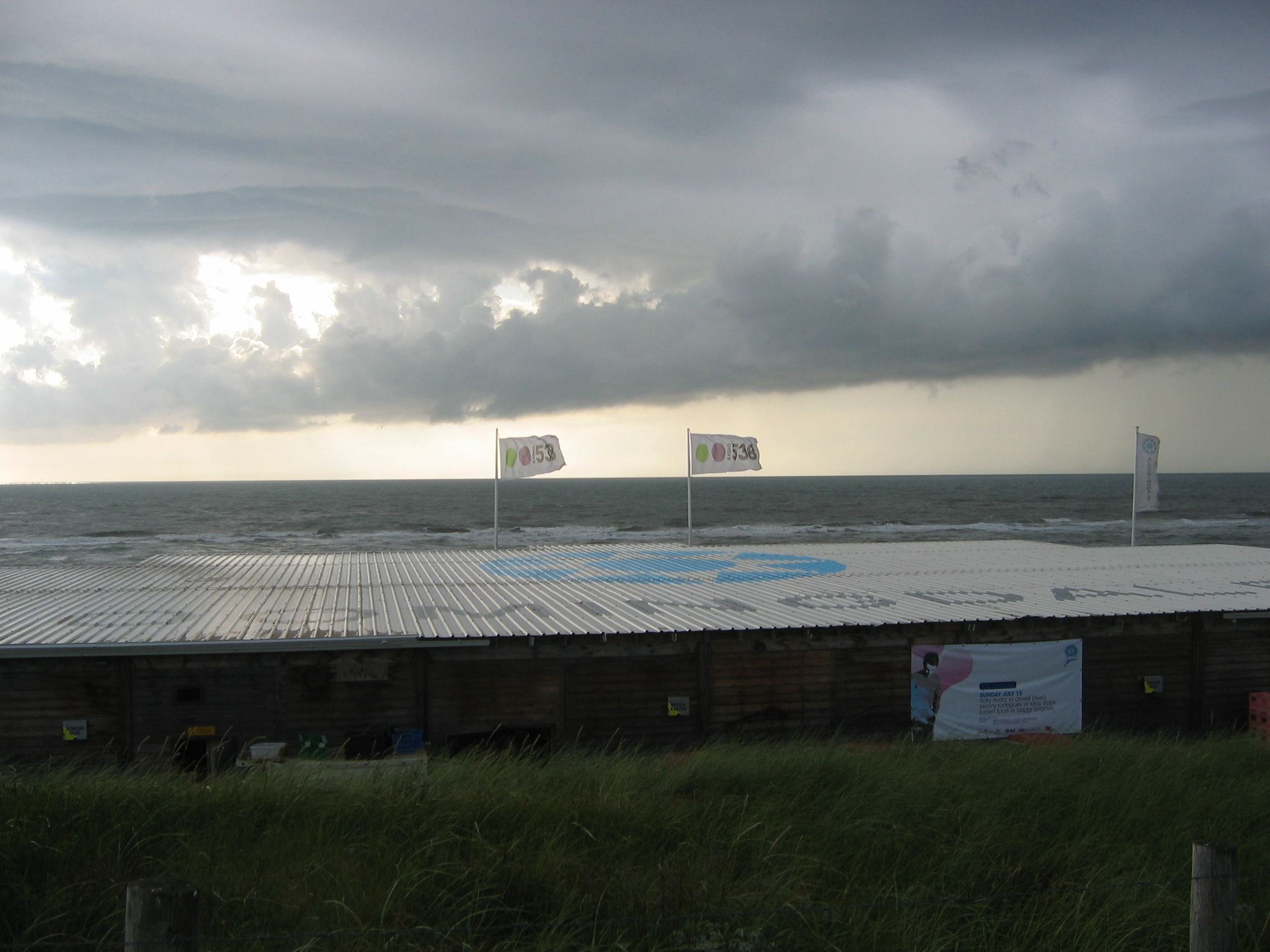
Bloomingdale gezien vanaf de openbare weg

Bloomingdale is een beachclub in Bloemendaal aan Zee in de gemeente Bloemendaal. De club is gehuisvest in een strandpaviljoen dat gebouwd is in 2002. Vooral 's zomers worden er veel feesten georganiseerd.
Bloomingdale is in mei 2002 gebouwd in opdracht van ID&T. Na de eerste zomer werd de strandtent opgeslagen in een loods maar brandde daar volledig af. Daarna is het paviljoen opnieuw gebouwd.
Vele populaire diskjockeys hebben gedraaid bij Bloomingdale, zoals onder andere Roog, Felix da Housecat, Roger Sanchez, Laidback Luke, Gregor Salto en Chuckie.
Een gelijknamig album dat door de club, in samenwerking met ID&T, jaarlijks sinds 2002 wordt uitgebracht is "Bloomingdale". De muziek op de cd is vooral van het genre lounge.
Op 21 mei 2023 brandde de strandtent volledig af . Na onderzoek door brandweer en politie is gebleken dat de precieze oorzaak van de brand niet meer te achterhalen is, maar wel dat brandstichting uitgesloten kan worden.